# سانفورد إي. تشرتش
سانفورد إي. تشرتش هو قاضي ومحامي وسياسي أمريكي، ولد في 18 أبريل 1815 في مقاطعة أوتسيغو في الولايات المتحدة، وتوفي في 13 مايو 1880 في مقاطعة أورلينز في الولايات المتحدة. نشط حزبياً في الحزب الديمقراطي. وقد انتخب عضو جمعية ولاية نيويورك ‏.